# Dengyue (sockenhuvudort i Kina, Hubei Sheng, lat 30,19, long 115,05)
Dengyue är en sockenhuvudort i Kina. Den ligger i provinsen Hubei, i den centrala delen av landet, omkring 86 kilometer sydost om provinshuvudstaden Wuhan. Antalet invånare är 59 384. Befolkningen består av 29 111 kvinnor och 30 273 män. Barn under 15 år utgör 12,0 %, vuxna 15-64 år 77 %, och äldre över 65 år 9,0 %.
Runt Dengyue är det tätbefolkat, med 397 invånare per kvadratkilometer. Närmaste större samhälle är Huangshi, 6,7 km norr om Dengyue. Trakten runt Dengyue består till största delen av jordbruksmark.
Genomsnittlig årsnederbörd är 1 963 millimeter. Den regnigaste månaden är maj, med i genomsnitt 276 mm nederbörd, och den torraste är januari, med 55 mm nederbörd.